# IC 1666
IC 1666 ist eine Spiralgalaxie vom Hubble-Typ Sc im Sternbild Fische auf der Ekliptik. Sie ist schätzungsweise 224 Millionen Lichtjahre von der Milchstraße entfernt und hat einen Durchmesser von etwa 70.000 Lichtjahren. 

Im selben Himmelsareal befinden sich u. a. die Galaxien NGC 468, NGC 472, IC 92, IC 1673.
Das Objekt wurde am 12. November 1903 vom französischen Astronomen Stéphane Javelle entdeckt.